# Togo Bascuñán
Togo Bascuñán Olave, (San Rafael, Chile, 5 de junio de 1905 - ibíd., Chile, 28 de mayo de 1996) fue un futbolista y profesor chileno. Fue miembro fundador del Club Social y Deportivo Colo-Colo en 1925, y es considerado uno de los ídolos de su equipo de fútbol.

## Trayectoria
De técnica constantemente perfeccionada, gran afición y entusiasmo hicieron posible su consagración en el joven club chileno Colo-Colo, en el que debutó el 31 de mayo de 1925 frente a English FC, luego de salir de Magallanes junto a David Arellano.
Fue el único fundador de Colo-Colo en jugar por el club durante el profesionalismo, siendo además el último en fallecer.
En el club popular estuvo durante 8 temporadas y fue Campeón de la División de Honor de la Liga Metropolitana 1925; Campeón Liga Central de Football de Santiago 1928 y de la Primera División de la Liga Central de Football de Santiago 1929; Campeón de la División de Honor de la Asociación de Football de Santiago 1930 y campeón de la Copa César Seoane 1933.
El 14 de noviembre de 1926 es titular en el primer partido internacional de Colo-Colo, frente a Peñarol.
En enero de 1930 formó parte de una delegación de futbolistas de Universitario que viajó a una gira deportiva al sur de Chile.
En 1992 fue condecorado como Hijo Ilustre de la comuna de San Rafael.
Sus restos mortales descansan en el cementerio municipal de su querida comuna de San Rafael.

## Clubes
| Club       | País  | Año       |
| ---------- | ----- | --------- |
| Magallanes | Chile | ????-1925 |
| Colo-Colo  | Chile | 1925-1933 |

## Palmarés

### Torneos nacionales
| Título                   | Club      | País  | Año  |
| ------------------------ | --------- | ----- | ---- |
| Liga Metropolitana       | Colo Colo | Chile | 1925 |
| Liga Central de Football | Colo Colo | Chile | 1928 |
| Liga Central de Football | Colo Colo | Chile | 1929 |
| División de Honor        | Colo Colo | Chile | 1930 |
| Apertura                 | Colo Colo | Chile | 1933 |

### Distinciones individuales
| Distinción                              | Año  |
| --------------------------------------- | ---- |
| Hijo Ilustre de la Comuna de San Rafael | 1992 |